# Shiloh 2: Shiloh Season
Shiloh Season es una película de 1999 dirigida por Sandy Tung y protagonizada por Zachary Browne. Sirve como secuela cinematográfica de la película Shiloh de 1997, que fue adaptada del libro del mismo nombre de Phyllis Reynolds Naylor.

## Reparto
- Michael Moriarty como Raymond "Ray" Preston
- Scott Wilson como Judd Travers
- Zachary Browne como Martin "Marty" Preston
- Ann Dowd como Louise "Lou" Preston
- Caitlin Wachs como Dara Lynn Preston
- Rachel David como Rebecca "Becky" Preston
- Rod Steiger como Doc Wallace
- Bonnie Bartlett como la Sra. Wallace
- Marissa Leigh como Samantha "Sam" Wallace
- Joe Pichler como David Howard
- Frannie como Shiloh
- John Short como el Sr.Howard

## Recepción
La película tiene una calificación del 70% en Rotten Tomatoes, según 20 reseñas con una puntuación promedio de 6.6/10.